# Le Malzieu-Ville
Le Malzieu-Ville – miejscowość i gmina we Francji, w regionie Oksytania, w departamencie Lozère. W 2013 roku populacja gminy wynosiła 769 mieszkańców. Przez gminę przepływa rzeka Truyère. 

## Populacja

Populacja Malzieu-Ville w latach 1962-2008